# بنفسج جبل الرماد
بنفسج جبل الرماد (الاسم العلمي: Viola cenisia) هو نوع من النباتات يتبع جنس البنفسج من فصيلة البنفسجية.